# Leganes (Iloilo)
Leganes is een gemeente in de Filipijnse provincie Iloilo op het eiland Panay. Bij de laatste census in 2010 telde de gemeente ruim 29 duizend inwoners.

## Geografie

### Bestuurlijke indeling
Leganes is onderverdeeld in de volgende 18 barangays:
| - Bigke - Buntatala - Cagamutan Norte - Cagamutan Sur - Calaboa - Camangay - Cari Mayor - Cari Minor - Gua-an | - Guihaman - Guinobatan - Guintas - Lapayon - M.V. Hechanova - Nabitasan - Napnud - Poblacion - San Vicente |

## Demografie
Leganes had bij de census van 2010 een inwoneraantal van 29.438 mensen. Dit waren 2.081 mensen (7,6%) meer dan bij de vorige census van 2007. Ten opzichte van de census van 2000 was het aantal inwoners gegroeid met 5.963 mensen (25,4%). De gemiddelde jaarlijkse groei in die periode kwam daarmee uit op 2,29%, hetgeen hoger was dan het landelijk jaarlijks gemiddelde over deze periode (1,90%).

De bevolkingsdichtheid van Leganes was ten tijde van de laatste census, met 29.438 inwoners op 32,2 km², 914,2 mensen per km².